# Schweizerischer Kanu-Verband
Der Schweizerische Kanu-Verband ist der Dachverband für den Kanusport in der Schweiz.

## Geschichte
Der Verband wurde am 17. Mai 1925 in Brugg als Vereinigung Schweizerischer Flusswanderer gegründet und zählte damals 31 Mitglieder. Im Jahre 1935 begann der Verband eine Zusammenarbeit mit dem Touring Club Schweiz (TCS), da bei Auslandfahrten jeweils ein Triptyk verlangt wurde. Da dem TCS vorgeworfen wurde, er sei kein Tourismus-, sondern ein Automobil-Club, fusionierten die Vereinigung Schweizerischer Flusswanderer mit dem TCS und ist seither die Nautische Sektion des Clubs. Am 27. November 1960 wurde an der Delegiertenversammlung  der Namenswechsel auf „Schweizerischer Kanu-Verband“ beschlossen.

## Organisation
Heute befinden sich ungefähr 3'800 Aktivmitglieder in 51 eigenständigen Sektionen im Verband wieder. Der Sitz der Geschäftsführung befindet sich in Zürich und das Jahresbudget beträgt rund 800'000 Franken. Die Statuten sind in diejenigen des TCS integriert.